# Mário Curtis Giordani
Mário Curtis Giordani foi um erudito brasileiro que contribuiu principalmente nas áreas do direito e da historiografia. Nascido na vila gaúcha de Viamão em 1921, provavelmente filho de imigrantes italianos, Mário cursou Filosofia e Teologia no antigo Seminário Central de São Leopoldo, RS. 
Bacharel em Letras Clássicas pela então Universidade Católica do Rio Grande do Sul e licenciado na mesma disciplina pela Universidade Católica do Rio de Janeiro, e bacharel em Direito pela Faculdade de Direito de Niterói. Lecionou Filosofia e Direito Romano.
Como historiador, dedicou-se particularmente à reunião de fontes e documentos sobre a história antiga e medieval de todas as grandes civilizações, incluindo as da América pré-colombiana, África e Ásia, e também da Europa feudal e do mundo islâmico.
Morreu em 26 de Abril de 2014.

## Obras
- História Do Império Bizantino. Petrópolis: Vozes, 1968. OCLC
- História do Mundo Feudal: Acontecimentos Políticos. Petrópolis: Vozes, 1974. OCLC
- História Dos Reinos Bárbaros. 2ª ed. Petrópolis: Vozes, 1974-1976. OCLC
- Iniciação Ao Existencialismo. Rio de Janeiro: Freitas Bastos, 1976. OCLC
- História Do Mundo Árabe Medieval. Petrópolis: Vozes, 1976. OCLC
- História De Roma. 7. ed. Petrópolis: Vozes, 1983. OCLC
- História Dos Reinos Bárbaros. 3. ed. Petrópolis: Vozes, 1985. OCLC
- História Da África Anterior Aos Descobrimentos: Idade Moderna I. Petrópolis: Vozes, 1985. OCLC
- Iniciação Ao Direito Romano. Liber Juris, 1986. OCLC
- História Da América Pré-Colombiana: Idade Moderna II. Petrópolis: Vozes, 1991. OCLC
- O Código Civil À Luz Do Direito Romano: Parte Geral. 1a. ed. Rio de Janeiro: Forense, 1992. OCLC
- História Da Ásia Anterior Aos Descobrimentos. Petrópolis: Vozes, 1996. OCLC
- Direito Penal Romano. 3. ed. rev. e atual. Rio de Janeiro: Lumen Juris, 1997. OCLC
- História Da Grécia. 6. ed. Petrópolis: Vozes, 1998. OCLC
- História Da Antiguidade Oriental. 11. ed. Petrópolis: Vozes, 2001. OCLC
- História Dos Séculos XVI E XVII Na Europa. Petrópolis: Vozes, 2003. OCLC
- História Do Direito Penal Entre Os Povos Antigos Do Oriente Próximo. Rio de Janeiro: Lúmen Júris, 2004. OCLC
- O Existencialismo À Luz Da Filosofia Cristã. Idéias & Letras, 2009. OCLC